# Liland (Troms)
Pour les articles homonymes, voir Liland.
Liland est une localité du comté de Troms, en Norvège.

## Géographie
Administrativement, Liland fait partie de la kommune de Nordreisa.